# Sälesjön
Sälesjön är en sjö i Munkedals kommun och Tanums kommun i Bohuslän och ingår i Enningdalsälvens huvudavrinningsområde. Sjön är 13 meter djup, har en yta på 0,38 kvadratkilometer och befinner sig 139,3 meter över havet. Vid provfiske har abborre, gädda och mört fångats i sjön. Södra delen av sjön ligget i naturreservatet Kynnefjäll-Sätret.

## Delavrinningsområde
Sälesjön ingår i det delavrinningsområde (652305-126267) som SMHI kallar för Utloppet av Hagesjön. Medelhöjden är 150 meter över havet och ytan är 11,97 kvadratkilometer. Räknas de 13 avrinningsområdena uppströms in blir den ackumulerade arean 215,54 kvadratkilometer. Avrinningsområdets utflöde Enningdalsälven (Nordaneälven) mynnar i havet. Avrinningsområdet består mestadels av skog (82 %). Avrinningsområdet har 1,67 kvadratkilometer vattenytor vilket ger det en sjöprocent på 13,9 %.